# THIS WORLD
THIS WORLD（ディス・ワールド）は、THE PREDATORSの3rdミニ・アルバムである。2010年8月4日発売。

## 内容
- Scars Boroughとして活動中の高橋宏貴加入以後の作品。

## 収録曲

### CD
- 全作詞:山中さわお

1. BRAIN CALLY（作曲:JIRO）
2. TRIP ROCK（作曲:山中さわお）
3. THIS WORLD（作曲:JIRO）
4. THE REQUIEM (without the titles)（作曲:JIRO）
5. Desperate Donor（作曲:JIRO）
6. GOOD BYE GOBLIN（作曲:山中さわお）
7. Tyrant（作曲:山中さわお）

### DVD
1. TRIP ROCK(Music Clip)
2. THIS WORLD(Music Clip)
3. GOOD BY GOBLIN(Music Clip)